# À la recherche du son qui fait sens
 (février 2017).
Si vous disposez d'ouvrages ou d'articles de référence ou si vous connaissez des sites web de qualité traitant du thème abordé ici, merci de compléter l'article en donnant les références utiles à sa vérifiabilité et en les liant à la section « Notes et références ».
Albums par Claude Nougaro
La Note bleue
(2004) Porte-plume - Les interprètes de Claude Nougaro
(2014)
Compilations par Claude Nougaro
Jazz et Java
(1998)
À la recherche du son qui fait sens est une compilation des premières chansons de l'auteur-compositeur-interprète et poète français Claude Nougaro, elle sort en 2010 sous le label Discograph.
Couvrant la période de 1955-1959, le coffret comprend 2 CD : le premier réunit les premiers enregistrements du chanteur entre 1957 et 1958 (plus un titre bonus), tandis que le second compile des titres écrits par Nougaro, mais interprétés par d'autres artistes.  

## Liste des titres

### Disque 1
Toutes les paroles sont écrites par Claude Nougaro, sauf annotation.
| 1.  | Direction Vénus (1957) (enregistré en public, ce titre est resté inédit jusqu'en 2010) | Jean-Michel Arnaud | 2:18 |
| 2.  | Il y avait une ville (1958)                                                            | Jimmy Walter       | 2:33 |
| 3.  | Marguerite (1958)                                                                      | Jimmy Walter       | 2:29 |
| 4.  | Vachement décontracté (1958)                                                           | Michel Legrand     | 2:59 |
| 5.  | Les anges (1958)                                                                       | Henri Salvador     | 1:50 |
| 6.  | Le piano de mauvaise vie (Jeru - 1958)                                                 | Gerry Mulligan     | 2:24 |
| 7.  | Maman m'la dit (1958)                                                                  | Jimmy Walter       | 2:31 |
| 8.  | Tiens toi bien à mon cœur (1958)                                                       | Michel Legrand     | 2:04 |
| 9.  | Serge et Nathalie (1958)                                                               | Jimmy Walter       | 3:27 |
| 10. | Toutes les musiques (1958)                                                             | Jimmy Walter       | 3:24 |

| 11. | Jésus (extrait du spectacle Fables de ma fontaine en 2002) | 3:24 |

### Disque 2
Toutes les paroles sont écrites par Claude Nougaro, sauf annotation.
| 1.  | Les pantoufles à papa (1956)                      | Jean Constantin      | Jean Constantin     | 2:56 |
| 2.  | Coupez-les moi au rasoir (1956)                   | Jimmy Walter         | Paul Roby           | 2:08 |
| 3.  | Jour et nuit (1956)                               | Jimmy Walter         | Paul Roby           | 2:00 |
| 4.  | Les anges (1956)                                  | Henri Salvador       | Paul Roby           | 1:50 |
| 5.  | Maman m'la dit (1958)                             | Jimmy Walter         | Stephen Bruce       | 2:06 |
| 6.  | Méphisto (1955)                                   | Marguerite Monnot    | Paul Péri           | 1:59 |
| 7.  | Le piano de mauvaise vie (Jeru, 1957)             | Gerry Mulligan       | Jacqueline François | 2:24 |
| 8.  | Vole, vole (1959)                                 | Jimmy Walter         | Les Jazz Baladins   | 2:01 |
| 9.  | Vise la poupée (1956)                             | Jean Constantin      | Élise Vallée        | 1:47 |
| 10. | À perpète (Ninety nine years) (1957) (adaptation) | J. Brooks - S. Wayne | Philippe Clay       | 3:19 |
| 11. | Maman m'la dit (1958)                             | Jimmy Walter         | Jimmy Walter        | 2:14 |
| 12. | Seulement (1956)                                  | Jimmy Walter         | Lucienne Delyle     | 3:00 |
| 13. | Au niveau des pâquerettes (1958)                  | Jean-Michel Arnaud   | Lucette Raillat     | 2:35 |
| 14. | Serge et Nathalie (1958)                          | Jimmy Walter         | Colette Renard      | 3:11 |
| 15. | Le balayeur du roy (1958)                         | Jean-Michel Arnaud   | Marcel Amont        | 2:50 |
| 16. | La folle chanson (1958)                           | Michel Legrand       | Zack Matalon        | 2:19 |
| 17. | Les pantoufles à papa (1957)                      | Jean Constantin      | Raymond Legrand     | 2:32 |
| 18. | Joseph (1957)                                     | Gaby Wagenheim       | Philippe Clay       | 3:10 |
| 19. | Le sentier de la guerre (1955)                    | Marguerite Monnot    | Paul Péri           | 2:03 |
| 20. | Vise la poupée (1955)                             | Jean Constantin      | Philippe Clay       | 2:02 |
| 21. | Seulement (1957)                                  | Jimmy Walter         | Cyril Dalin         | 2:56 |